# Автошлях Т 0515
Автошля́х Т 0515 — автомобільний шлях територіального значення в Донецькій області. Пролягає територією Краматорського, Покровського, Волноваського районів та Добропільської, Покровської міськради через Олександрівку — Новодонецьке — Святогорівку — Добропілля — Білицьке — Родинське — Покровськ — Шевченко — Костянтинопіль. Загальна довжина — 92,5 км.

## Маршрут
Автошлях проходить через такі населені пункти:
| Автошлях Т 0515             |        |
| Донецька область            |        |
| Олександрівський район      |        |
| Олександрівка               |        |
| Петрівка Перша              |        |
| Шостаківка                  |        |
| Іверське                    |        |
| Добропільська міська рада   |        |
| Новодонецьке                |        |
| Олександрівський район      |        |
| Самійлівка                  |        |
| Добропільський район        |        |
| Копані                      |        |
| Добропільська міська рада   |        |
| Бокове                      |        |
| Добропільський район        |        |
| Святогорівка                |        |
| Добропільська міська рада   |        |
| Добропілля                  | Т 0514 |
| Білицьке                    |        |
| Покровська міськрада        |        |
| Родинське                   |        |
| Покровський район           |        |
| Ріг                         |        |
| Гнатівка                    |        |
| Покровська міськрада        |        |
| Покровськ                   | E50М30 |
| Шевченко                    |        |
| Покровський район           |        |
| Новотроїцьке                |        |
| Новооленівка                |        |
| Ясенове                     |        |
| Великоновосілківський район |        |
| Андріївка                   |        |
| Костянтинопіль              | Н15    |